# Садовский, Иван Иванович
Иван Иванович Садовский (укр. Іва́н Іва́нович Садо́вський;
1876, Житомир — 1948, Винница, Украинская ССР) — украинский советский актёр театра и кино, Заслуженный артист Украинской ССР, Народный артист Украинской ССР (1947).

## Биография
Сценическую деятельность начал в 1896 году, как хорист Итальянской оперы в Одессе. В 1897—1900 годах выступал в труппе Общества украинских актёров под руководством братьев Тобилевичей, позже в труппах П. Саксаганского, А. Суслова (1900—1901), М. Ярошенко (1901—1902), в других театрах Киева, Чернигова, Одессы, Харькова, Винницы и др.
После Октябрьской революции играл в  Первом театре Украинской Советской республики им. Т. Шевченко (1919—1921), Театре юного зрителя (1935—1941), оба — в Киеве, Одесской государственной драме (1929—1931), Харковском театре Революции (1931—1935). В 1945—1948 годах — актёр Винницкого украинского музыкально-драматического театра.
Преимущественно играл характерные и комические роли: Солопий и Афанасий («Сорочинская ярмарка», «Цыганка Аза» М. Старицкого), Писиаир («Бурлака» И. Тобилевича), Бублик («Платон Кречет» А. Корнийчука), Лука («На дне» М. Горького), маркиз Форлипополи («Мирандолина» Гольдони) и другие.

## Избранная фильмография
- 1929 — Шкурник — Обыватель
- 1940 — Макар Нечай — Иван Иванович Головин, профессор

## Память
- В Житомире его именем назван переулок Ивана Садовского.